# The Shrink Is In
The Shrink Is In es una película cómica estadounidense del 2001 dirigida por Richard Benjamin con Courteney Cox y David Arquette en los principales papeles.

## Trama
Samantha (Courteney Cox) es una periodista de viajes quién todavía se está recuperando de su ruptura con su último novio, cuando su psiquiatra (Carol Kane) irónicamente, sufre un colapso mental. Mientras cancelaba sus citas, el nuevo vecino de Samantha (David James Elliott) va a una sesión. Dado que nunca conoció al real Dr. Rosenberg, ella se hace pasar por su psiquiatra en un hecho de alejarlo de su novia y de ella. Debido a su nueva situación, Samantha termina viendo a algunos pacientes del Dr. Rosenberg, incluyendo un excéntrico vendedor de revistas Henry (David Arquette). Esto, lleva a cuestionar su vida, incluyendo sí su "hombre perfecto" es en realidad lo que ella realmente desea después de todo.

## Elenco
- Courteney Cox como Samantha Crumb.
- David Arquette como Henry Popopolis.
- David James Elliott como Michael.
- Carol Kane como Dra. Louise Rosenberg
- Kimberley Davies como Isabelle.
- Viola Davis como Robin.
- Jon Polito como Juez Bob.